# Guilherme da Apúlia
Guilherme da Apúlia foi um cronista dos normandos que esteve ativo nos anos 1090. Seu épico latino, Os Feitos de Roberto Guiscardo (em latim: Gesta Roberti Wiscardi), escrito em hexâmetros, é uma das principais fontes contemporâneas da conquista normanda do sul da Itália, especialmente da carreira do duque da Apúlia Roberto Guiscardo (r. 1059–1085).

## Antecedentes

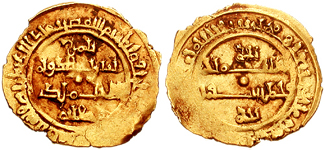
Dinar de Roberto Guiscardo emitido em Tari em 1072

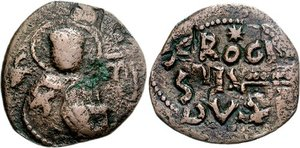
Follaro de Rogério Borsa emitido em Salerno

Pouco se sabe sobre sua vida antes de escrever sua história normanda. Diferente dos outros dois principais cronistas dos normandos na Itália (Amado de Montecassino e Godofredo Malaterra), Guilherme foi provavelmente um leigo, tendo em conta a relativa carência de referências religiosas em sua obra. É também possível que Guilherme foi lombardo, em vez de normando, pois seu tratamento dos personagens lombardos em sua história é mais simpático quando comparado ao dos contemporâneos normandos.

## Os Feitos de Roberto Guiscardo
O poema de Guilherme Os Feitos de Roberto Guiscardo foi provavelmente composto em algum momento entre 1097 e 1099, pois ele faz menção aos combates dos cruzados na Anatólia durante o ano de 1097, mas nada fiz sobre a Queda de Jerusalém em 1099. O poema foi dedicado ao duque Rogério Borsa, filho de Roberto Guiscardo, implicando que foi membro da corte do primeiro. Mais que as obras de seus dois companheiros cronistas, Amado de Montecassino e Godofredo Malaterra, a obra de Guilherme é um tributo a Roberto Guiscardo, indicando que Rogério comissionou-a para fortalecer sua reivindicação dos títulos de seu pai.